# (934) Тюрингия
934 Тюри́нгия (934 Thuringia) — астероид Главного астероидного пояса. Открыт 15 августа 1920 года немецким астрономом Вальтером Бааде в Гамбургской обсерватории (Бергедорф, Германия). Астероид был назван в честь трансатлантического лайнера, курсировавшего по маршруту Гамбург—Нью-Йорк, на котором учёный совершил две поездки в 1920-х годах. Капитан судна, астроном-любитель, попросил Бааде назвать один из открытых им астероидов в честь судна. Слово «Тюрингия» (нем. Thüringen) происходит от названия одноимённой федеральной земли Германии.
Астероид не пересекает орбиту Земли, и делает полный оборот вокруг Солнца за 4,56 Юлианских лет.

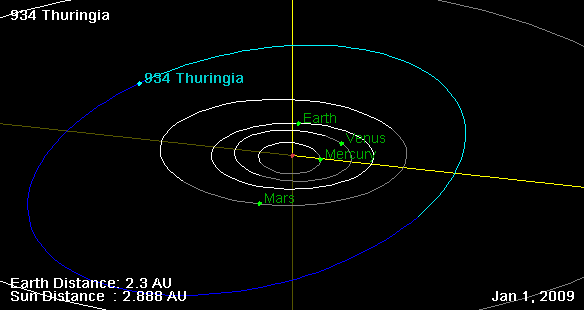
Орбита астероида Тюрингия, и его положение в Солнечной системе на 01.01.2009 г. Рисунок NASA JPL Small Body Orbit Viewer applet